# Думањић
Думањићи су на Златибор дошли из Дробњака у 18. веку, у Бијелу Ријеку. Почетком 20. века неки се селе на своја имања у Семегњево где их и данас има.